# Gu Kaizhi

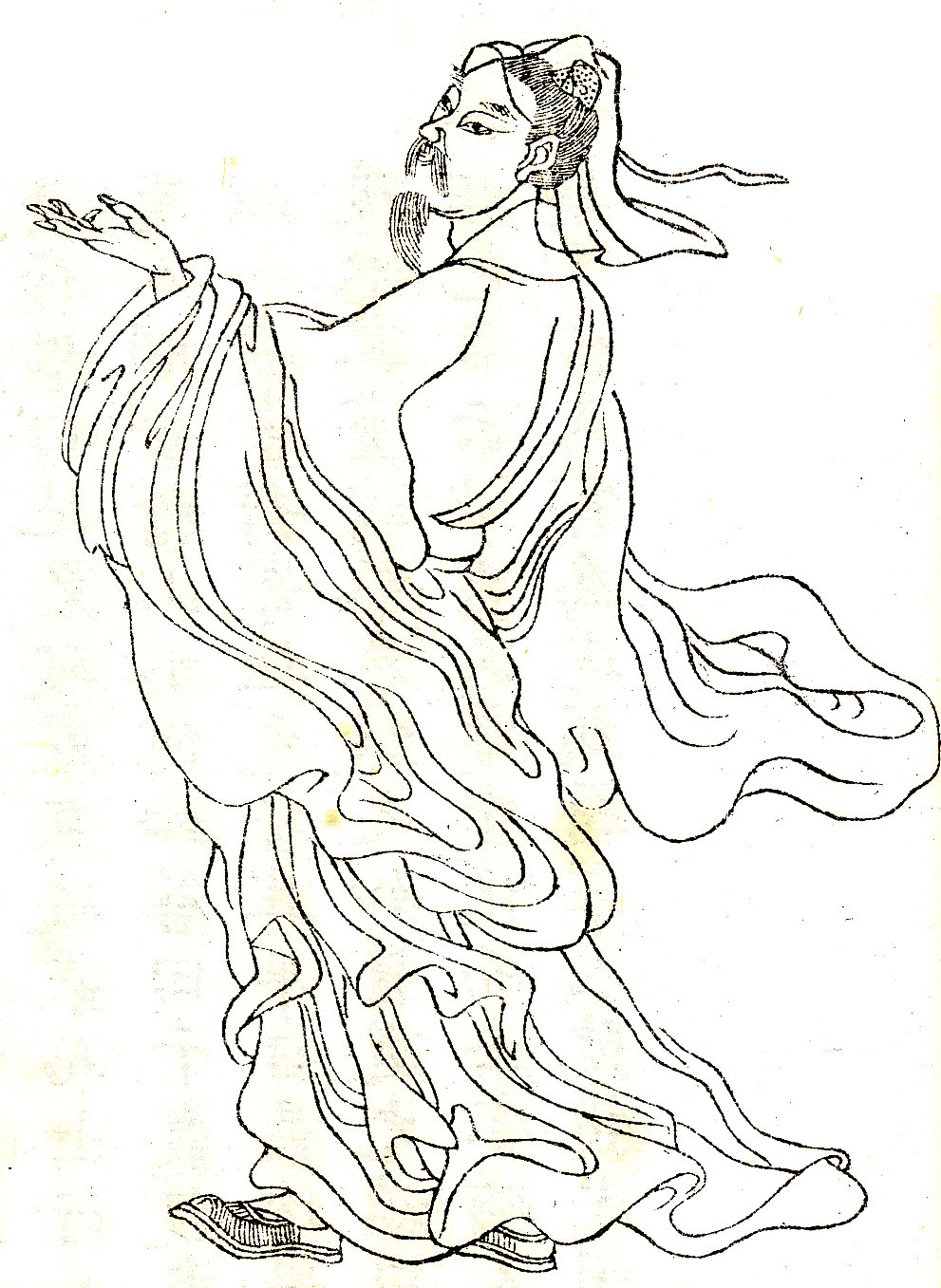
Gu Kaizhi

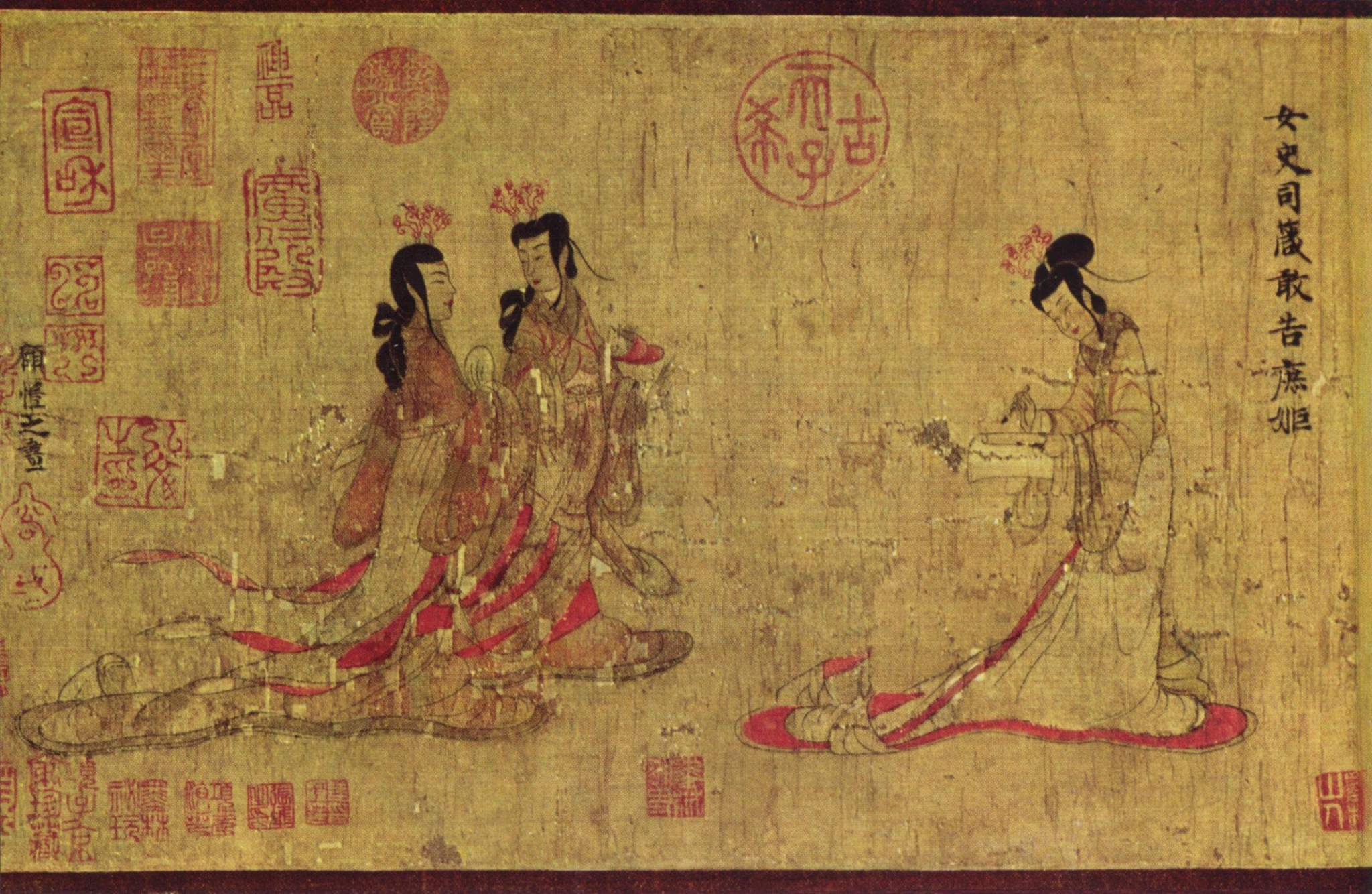
En sektion av Förmaningar av palatsdamernas instruktris.

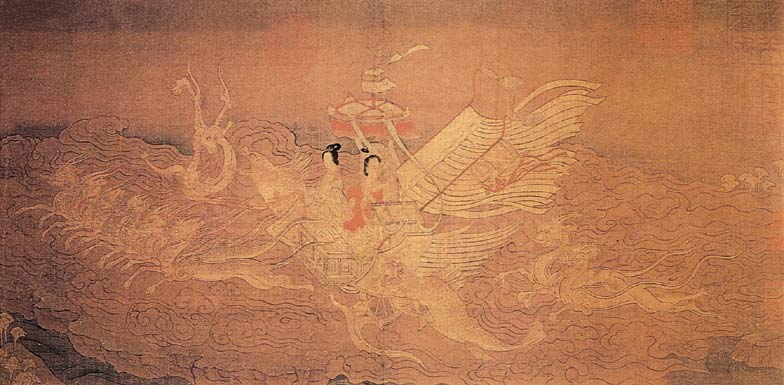
En sektion av Gudinnan vid floden Luo.

Gu Kaizhi, (traditionell kinesiska: 顧愷之?, förenklad kinesiska: 顾恺之?, pinyin: Gù Kǎizhī), född omkring 344 i Wuxi, Jiangsu, död 406, var en kinesisk konstnär. Han var även framstående poet och kalligraf och skrev flera böcker om måleri.
Två av hans mest kända verk är målarrullarna Förmaningar av palatsdamernas instruktris som illustrerar en politisk satir rörande kejsarinnan Jia (賈后), skriven av
Zhang Hua (張華 ca. 232-302), som idag finns på British Museum, och Gudinnan vid floden Luo som illustrerar en dikt av Cao Zhi (曹植 192-232).